# Vlag van Landes

Vlag van Landes

De vlag van Landes is de niet-officiële vlag van het Franse departement Landes. Net als de meeste andere departementen van Frankrijk heeft Landes geen officiële vlag, maar wordt de hier rechts afgebeelde vlag op niet-officiële wijze gebruikt. De vlag is afgeleid van het wapen van dit departement.
De vlag is verdeeld in vier kwartieren:
- Linksboven en rechtsonder (blauw): Beide kwadranten hebben drie gele fleur-de-lis in een 2-1 formatie, een traditioneel symbool van de Franse monarchie.
- Rechtsboven en linksonder (rood): Beide kwadranten tonen een gele liggende leeuw met een blauwe tong en blauwe klauwen, een verwijzing naar het hertogdom Guyenne.

Naast deze vlag is er een andere vlag in gebruik, die geïnspireerd op het ontwerp van het wapen dat in 1950 is voorgesteld door Robert Louis. Dit ontwerp combineert het wapen van Guyenne (luipaard) met dennenappels, het symbool van de emblematische boom van het departement.

Variant vlag
Historische vlag van Île-de-France
Vlag van Guyenne